# Umm Qais
Umm Qais (أم قيس) è una città della Giordania.
L'antico nome era Gadara città romana della decapoli.